# Salicylamide
Le salicylamide ou o-hydroxybenzamide est un composé organique constitué d'une molécule de benzamide avec un groupe phénol en position ortho. Le salicylamide est un médicament vendu sans prescription avec des effets analgésique et antipyrétique. Son usage est similaire à celui de l'aspirine (acide salicylique) .
Le salicylamide est par exemple utilisé en combinaison avec l'aspirine et la caféine dans les antidouleurs BC Powder et PainAid.